# Prosper Mérimée

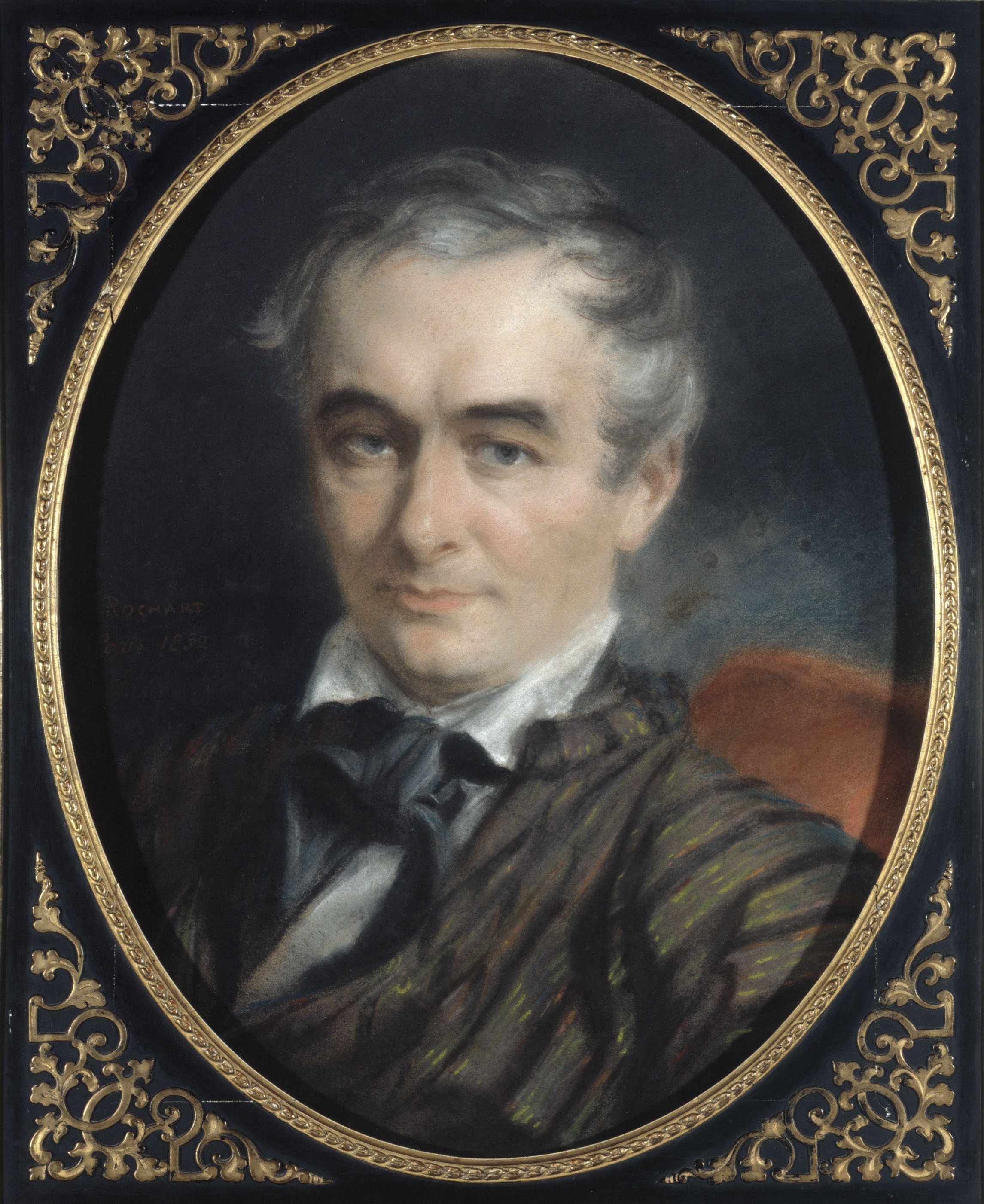

Prosper Mérimée (28 tháng 9 năm 1803 – 23 tháng 9 năm 1870) là một nhà viết kịch, sư gia, nhà khảo cổ người Pháp. Ông có lẽ được biết đến nhiều nhất nhờ cuốn tiểu thuyết ngắn Carmen, tác phẩm được Bizet chuyển thể thành vở opera nổi tiếng cùng tên.

## Tác phẩm
- Cromwell (1822)
- Le Théâtre de Clara Gazul (1825)
- La Guzla (1827)
- La Jacquerie (1828)
- "Mateo Falcone" (1829)
- Le Carrosse du Saint Sacrement (1829)
- Mosaïque
- Les âmes du Purgatoire (1834)
- La Vénus d'Ille
- Notes de voyages (1835-40)
- Colomba (1840)
- Carmen
- Lokis (1869)
- La Chambre bleue (1872)
- Lettres à une inconnue (1874)

Phê bình
- Các bài viết về Nikolai Gogol (1852), Alexander Pushkin (1868), Ivan Turgenev (1868)

Dịch từ tiếng Nga
- La Dame de pique (The Queen of Spades, "Пиковая дама"), Les Bohémiens (The Gypsies, "Цыганы"), Le Hussard ("Гусар") (1852), của Pushkin.
- L'Inspecteur général (1853) của Gogol's The Government Inspector ("Ревизор").
- Le Coup de pistolet ("Выстрел") (1856), của Pushkin.
- Apparitions ("Призраки") (1866), của Turgenev.